# Атлантичний геосинклінальний пояс

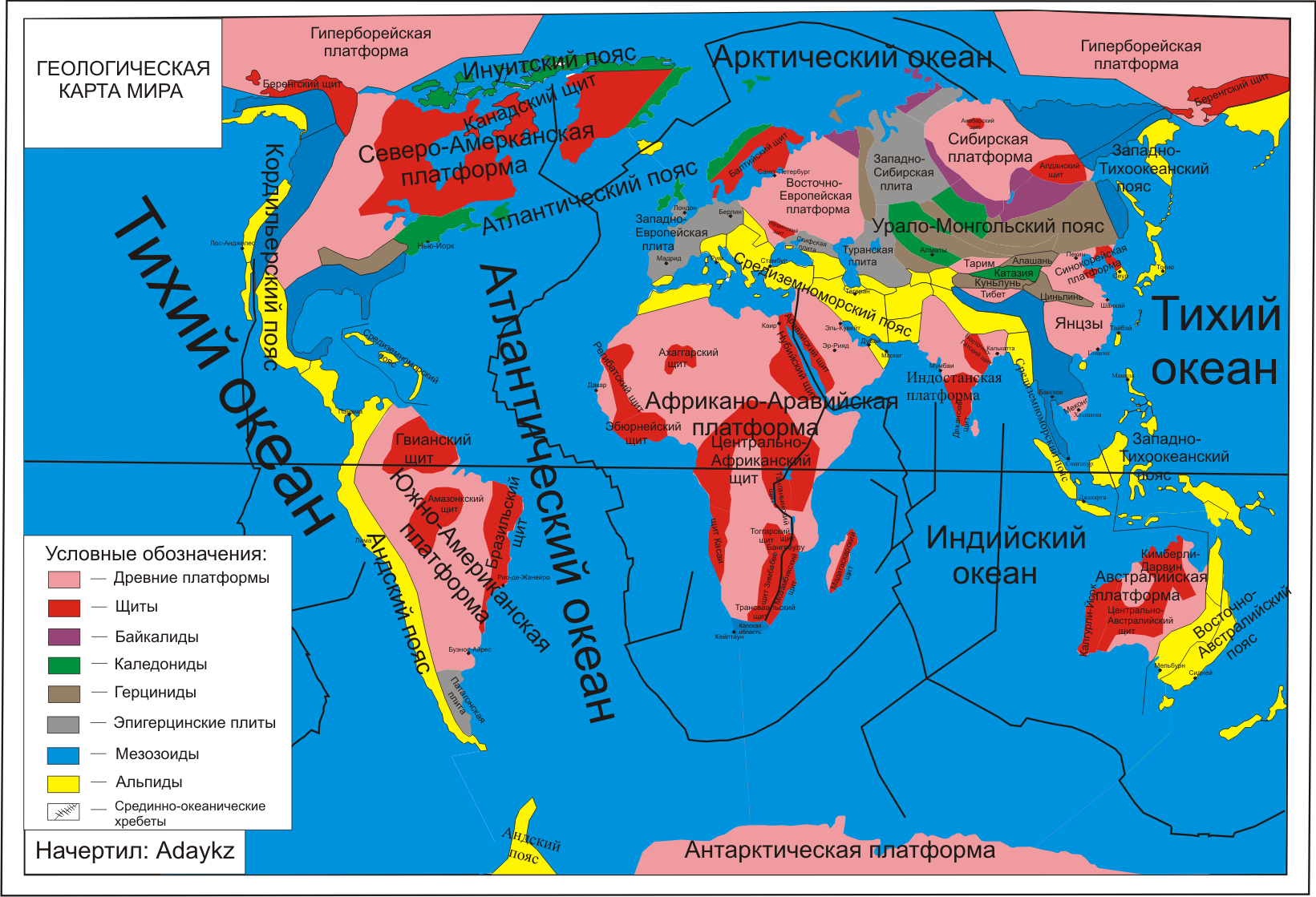
Складчасті пояси на мапі світу

Атлантичний геосинклінальний пояс — розміщений на півночі Європи, на сході Гренландії та Північної Америки (Шотландія — Скандинавія — Шпіцберген — Гренландія — північні Аппалачі). Відокремлює Північно-Американський кратон від Східно-Європейського й на півдні зчленовується із Середземноморським геосинклінальним поясом та Урало-Монгольським геосинклінальним поясом на сході. Іноді в Норвегії його називають Феннмаркський, а в Шотландії й Ірландії — Грампіанський, а американську частину називають Ньюфаундлендо-Аппалачський геосинклінальний пояс. Складчасте горотворення відбувалося в силурі й на початку девону. У мезозої Атлантичний геосинклінальний пояс почав розділятися новоутвореним Атлантичним океаном; у кайнозої окремі ділянки пояса зазнали епіплатформенного орогенезу.